# Ромбли, Эдсилия
Эдсилия Франциска Ромбли (нидерл. Edsilia Rombley) (род. 13 февраля 1978, Амстердам, Нидерланды) — нидерландская певица арубанского происхождения. Представительница Нидерландов на конкурсе песни «Евровидение» в 1998 и 2007 годах. Ведущая конкурса в 2020 и 2021 годах совместно с Шанталь Янзен, Никки де Ягер и Яном Смитом.

## Биография
Эдсилия родилась в 1978, в семье выходцев из карибских островов Аруба и Кюрасао. В возрасте 13 лет юная певица приняла участие в местном конкурсе талантов, и одержала в нём победу. Музыкальная карьера Эдсилии началась в 1995, когда она стала участницей поп-группы «Dignity». Двумя годами позднее Ромбли ушла из коллектива, начав сольную карьеру. В 1996 участвовала на фестивале «Soundmixshow» и стала его победительницей, исполнив песню «I just had to hear your voice». В 1997 выпускает свой демо-сингл «Baby, it’s you».
В следующем году исполнительница принимает участие на конкурсе песни Евровидение 1998 в Бирмингеме (Великобритания) с песней «Hemel en Aarde». Выступление оказалось удачным, и певица занимает четвёртую позицию.
После некоторых трудностей, в 2002 Эдсилия записывает свой альбом «Face to face», одна из композиций которого, «What Have You Done To Me», была номинирована как «Лучшая R’n’B-композиция» (TMF Awards). Сама певица вскоре получает премию Эдисона как «Исполнитель года».
В 2006 она приняла участие в шоу RTL 4 в местном шоу «Танцы со звездами»; её пара финишировала четвёртой.
В июне 2006 Эдсилия выпускает сингл «Dan Ben Van Ik Jou», который в том же году вошёл «Top 40» синглов в Нидерландах.
В 2007 году Эдсилия Ромбли, уже во второй раз в своей карьере, была выбрана, чтобы представить Нидерланды на конкурсе песни Евровидение 2007 в Хельсинки (Финляндия). На этот раз выступление оказалось неудачным, и песня «On Top Of The World» не была квалифицирована до финала.

## Дискография

### Альбомы
- Thuis (1997)
- Edsilia (1998)
- Face To Face (2002)
- Meer dan ooit (2007)
- Uit mijn hart (2011)
- Sweet Soul Music (2013)
- The Piano Ballads — Volume 1 (2014)
- The Piano Ballads — Volume 2 (2018)

### Синглы
- «Hemel en aarde» (1998)
- «Second Floor» (1998)
- «Walking on Water» (1998)
- «Get here» (1999)
- «How Can You Say That» (1999)
- «What Have You Done to Me» (2001)
- «Gotta Let Me Go» (2002)
- «I’ll Be That Someone» (2002)
- «Dan ben ik van jou» (2006)
- «Nooit meer zonder jou» (2007)
- «On Top of the World» (2007)
- «Een keer meer dan jij» (2007)
- «Geef je over» (2010)
- «Uit het oog niet uit mijn hart» (с Рут Якотт) (2011)
- «Ik Laat Je Niet Alleen» (2012)
- «Zeg Me Dat Het Niet Zo Is» (2012)
- «Van Jou» (2014)
- «Als Jij ME Belooft» (2016)
- «Wat Je Doet Met Mij» (с Re-Play) (2017)
- «Weak» (2018)
- «The Way You Make Me Feel» (2019)
- «Breng Me Naar Het Water» (с Эдвином Йоркеном) (2019)
- «Lieve Mama» (2020)